# Phoma neglecta
Phoma neglecta är en lavart som beskrevs av Desm. 1853. Phoma neglecta ingår i släktet Phoma, ordningen Pleosporales, klassen Dothideomycetes, divisionen sporsäcksvampar och riket svampar.   Inga underarter finns listade i Catalogue of Life.